# KOI-4878
KOI-4878 е звезда от типа жълто джудже. Разположена е на около 1075 светлинни години от Земята в съзвездието Дракон. Звездата е подобна на Слънцето - 5% по-обемна е от него и е малко по-масивна и топла, с температура от около 6031 К. Металичността ѝ е висока, което може би означава, че в нейната планетарна система има значително присъствие на тежки елементи. Ако в орбита на звезда като KOI-4878 има скалиста планета, то би следвало тя да има характеристики, подобни на скалистите планети в Слънчевата система.

## Планетарна система
В орбита около KOI-4878 има една планета - KOI-4878.01. Тя все още е непотвърдена, но ако съществуването ѝ бъде доказано, тя ще бъде най-подобната на Земята планета откривана някога, с индекс на подобие на Земята от 0,98. С други думи, сходството между Земята и KOI-4878.01 се оценява на 98%.
| Планета     | Маса       | Голяма полуос (АЕ) | Орбитален период (дни) | Ексцентрицитет | Инклинация (°) | Радиус  |
| ----------- | ---------- | ------------------ | ---------------------- | -------------- | -------------- | ------- |
| KOI-4878.01 | 0,4-3,0 M⊕ | 1,137              | 449,01499              | 0              | 89,95          | 1,04 R⊕ |